# Modificare post-translațională

Schema modificărilor post-translaționale ce au loc pentru insulină.

O modificare post-translațională este o modificare covalentă și în general realizată pe cale enzimatică a unei proteine, și are mereu loc în urma proceselor de translație și de biosinteză proteică. Proteinele sunt sintetizate în ribozomi, organite în care are loc traducerea ARN-ului mesager în catene polipetidice, care pot sau nu ulterior să sufere modificări post-translaționale în vederea obținerii unei proteine viabile din punct de vedere biologic. Aceste modificări au astfel un rol deosebit în semnalizarea celulară, dar și în conversa unor prohormoni în hormonii corespunzători: un exemplu este proinsulina, care după modificările post-translație este transformată în insulină.